# هاري إدوين وود
هاري إدوين وود (بالإنجليزية: Harry Edwin Wood)‏ هو عالم فلك جنوب أفريقي، ولد في 3 فبراير 1881 في مانشستر في المملكة المتحدة، وتوفي في 27 فبراير 1946 في كاردوك ‏ في جنوب أفريقيا.